# Hattie Caraway
Hattie Ophelia Wyatt Caraway (1 de febrero de 1878 - 21 de diciembre de 1950) fue la primera mujer elegida para servir un término completo como senadora de Estados Unidos, representando a Arkansas.

## Biografía
Hattie Wyatt nació cerca de Bakerville, Tennessee, en el condado de Humphreys, fue hija de William Carroll Wyatt, agricultor y comerciante, y Lucy Mildred Burch. A los cuatro años se trasladó con su familia a Hustburg, Tennessee. Después de asistir brevemente a Ebenezer College en Hustburg, se trasladó a Dickson (Tennessee) en la Normal College, donde recibió su grado BA en 1896. Enseñó en la escuela por un tiempo antes de casarse en 1902 con Thaddeus Horatius Caraway, a quien había conocido en la universidad, tuvieron tres hijos, Paul Caraway, Forrest y Robert; Paul y Forrest fueron generales del ejército de Estados Unidos. La pareja se estableció en Jonesboro, Arkansas, donde establecieron una práctica legal, al tiempo que se preocupaba por los niños, atendió la casa y la huerta, y ayudó a supervisar la granja de algodón de la familia.